# Khao Noi Stadium
Das Khao Noi Stadium (thailändisch สนามกีฬาตำบลเขาน้อย) ist ein Fußballstadion mit Leichtathletikanlage in der thailändischen Stadt Kanchanaburi. Es ist die Heimspielstätte des Fußballvereins Kanchanaburi City FC, der in der Thai League 3, der dritthöchsten Liga des Landes, spielt. Das Stadion hat ein Fassungsvermögen von 1000 Personen.